# FreakyLinks
FreakyLinks est une série télévisée américaine en treize épisodes de 44 minutes, créée par Gregg Hale, Tommy Thompson et David Goyer et diffusée entre le 6 octobre 2000 et le 22 juin 2001 sur Fox et en simultané sur Global au Canada.
En France, la série a été diffusée du 6 juillet au 7 septembre 2002 sur M6. Elle reste inédite dans les autres pays francophones.

## Synopsis
Derek et Adam Barnes sont jumeaux. Ils enquêtent ensemble sur des faits étranges, paranormaux afin d'alimenter le site d'Adam "OccultResearch.com". Un soir, Adam appelle Derek lui demandant de revenir chez eux immédiatement. Ce dernier, qui enquête sur des combustions spontanées dont les victimes sont des strip-teaseuses, préfère rester avec elles. 
Quand il rentre chez lui, Derek découvre son frère mort dans la baignoire. La police conclut à un suicide. Dès lors, Derek se sent responsable et culpabilise. 
Deux années passent. Derek est webmaster de son propre site de paranormal "FreakyLinks.com". Il s'est entouré d'une petite équipe qui l'assiste dans ses investigations : Lan, une spécialiste de l'informatique, Jason, le meilleur ami de Derek et Chloé, une psychiatre. Celle-ci est l'ancienne compagne de son frère Adam. Ensemble, ils tentent d'élucider des phénomènes inexpliqués et enquêtent sur des légendes urbaines.

## Distribution
- Ethan Embry (VF : Xavier Fagnon) : Derek Barnes et Adam Barnes
- Lisa Sheridan (VF : Véronique Borgias) : Chloe Tanner
- Karim Prince (VF : Ludovic Baugin) : Jason Tatum
- Lizette Carrión (en) (VF : Sophie Riffont) : Lan Williams
- Dennis Christopher (VF : Stefan Godin) : Vince Elsing

 Source et légende : version française (VF) sur RS Doublage

## Épisodes
| no | Titre                                                       | Réalisation         | Scénario                               | Première diffusion États-Unis | Première diffusion France | Code de production |
| --- | ----------------------------------------------------------- | ------------------- | -------------------------------------- | ----------------------------- | ------------------------- | ------------------ |
| 1 | Première Légende Subject: Fearsum                           | Todd Holland        | Gregg Hale David S. Goyer              | 6 octobre 2000                | 6 juillet 2002            | 1AEF79             |
| Derek reçoit une vidéo mystérieuse laissant plâner le douter sur la mort de son frère. Derek, Jason et Chloë retournent sur les lieux du suicide afin d'enquêter. |                                                             |                     |                                        |                               |                           |                    |
| 2 | 3 heures 13 Subject: Three Thirteen                         | Stephen Cragg       | Michael R. Perry (en)                  | 13 octobre 2000               | 6 juillet 2002            | 1AEF02             |
| Une jeune femme se transforme et devient étrange à 3 h 13. |                                                             |                     |                                        |                               |                           |                    |
| 3 | Tunnel 14 Subject: Edith Keeler Must Die                    | David Straiton (en) | Juan Carlos Coto                       | 20 octobre 2000               | 13 juillet 2002           | 1AEF03             |
| Derek visionne une vidéo montrant un sans-abri entraîné dans les égouts par une créature étrange. Derek, Jason et Lan se mettent à la recherche d'informations sur cet événement. Des passants les informent que des alligators erreraient dans les égouts : leur découverte dépasse leur imagination. |                                                             |                     |                                        |                               |                           |                    |
| 4 | Bec et Ongles Subject: Coelacanth This!                     | Jefery Levy         | Garrett Lerner (en) Russel Friend (en) | 27 octobre 2000               | 20 juillet 2002           | 1AEF01             |
| Derek et ses amis reviennent bredouille d'une virée à la recherche de Bigfoot quand ils croisent une voiture accidentée. Une personne a survécu, celle-ci dit qu'une autre a été emportée par "quelque chose".                                                                                         |                                                             |                     |                                        |                               |                           |                    |
| 5 | La Pieuvre du désert Subject: Desert Squid! Myth or Legend? | Scott Lautanen (en) | Garrett Lerner Russel Friend           | 3 novembre 2000               | 27 juillet 2002           | 1AEF04             |
| Des vaches sont sauvagement tuées, Derek veut enquêter mais Vins ne veut pas. Derek n'en a que faire et soupçonne même son frère d'être impliqué. |                                                             |                     |                                        |                               |                           |                    |
| 6 | Les Harbingers Subject: The Harbingers                      | Jay Tobias          | Juan Carlos Coto                       | 5 janvier 2001                | 3 août 2002               | 1AEF05             |
| Les habitants de Cassadega sont possédés par des forces démoniaques. |                                                             |                     |                                        |                               |                           |                    |
| 7 | Le Cercle Subject: Still I Rise                             | Joe Napolitano      | Adisa Iwa                              | 12 janvier 2001               | 10 août 2002              | 1AEF06             |
| Derek et Jason enquêtent sur un rappeur décédé qui semble être toujours en vie. |                                                             |                     |                                        |                               |                           |                    |
| 8 | L'Ombre du mal Subject: Me and My Shadow                    | Thomas J. Wright    | Mark Verheiden                         | 19 janvier 2001               | 17 août 2002              | 1AEF07             |
| Une mère et son fils sont présents lors d'une tuerie dans un restaurant. Une ombre sort du corps du meurtrier. Quelques heures après, d'étranges symptômes apparaissent chez le petit garçon. |                                                             |                     |                                        |                               |                           |                    |
| 9 | Bien mal acquis Subject: The Stone Room                     | David Grossman      | Juan Carlos Coto                       | 26 janvier 2001               | 24 août 2002              | 1AEF08             |
| Des phénomènes étranges ont lieu dans le cabinet d'avocat du père de Jason. |                                                             |                     |                                        |                               |                           |                    |
| 10 | Un amour monstrueux Subject: Sunrise at Sunset Streams      | David M. Barrett    | Michael R. Perry                       | 1er juin 2001                 | 31 août 2002              | 1AEF10             |
| Une mamie est terrorisée par un monstre. |                                                             |                     |                                        |                               |                           |                    |
| 11 | Sensations fortes Subject: Live Fast, Die Young             | Randy Miller        | Adisa Iwa                              | 8 juin 2001                   | 31 août 2002              | 1AEF11             |
| Un jeune homme saute sans élastique d'un pont et retombe indemne. |                                                             |                     |                                        |                               |                           |                    |
| 12 | Coma Subject: Police Siren                                  | Bill L. Norton      | Russel Friend Garrett Lerner           | 15 juin 2001                  | 7 septembre 2002          | 1AEF09             |
| Des policiers meurent mystérieusement. |                                                             |                     |                                        |                               |                           |                    |
| 13 | Le Mot de la fin Subject: The Final Word                    | David Straiton      | Mark Verheiden                         | 22 juin 2001                  | 7 septembre 2002          | 1AEF12             |
| Un jeune homme est accusé d'avoir tué un de ses amis alors qu'il dément tout. |                                                             |                     |                                        |                               |                           |                    |

## Commentaires
Après une longue période d'absence, la série a été rediffusée aux États-Unis sur la chaîne Chiller à partir de mars 2008.
La sortie en DVD de la série, malgré les demandes des fans, n'est toujours pas prévue.